# Petter Adolf Karsten
Petter Adolf Karsten (n. 16 februarie 1834,  Merimasku, Imperiul Rus – d. 22 martie 1917, Forssa, Imperiul Rus) a fost un profesor universitar, botanist și micolog finlandez de proveniență germană. El este numit „tatăl micologiei finlandeze” și pionier al microscopiei ciupercilor. Abrevierea numelui său în cărți științifice este P.Karst. sau P.Karsten.

## Origini

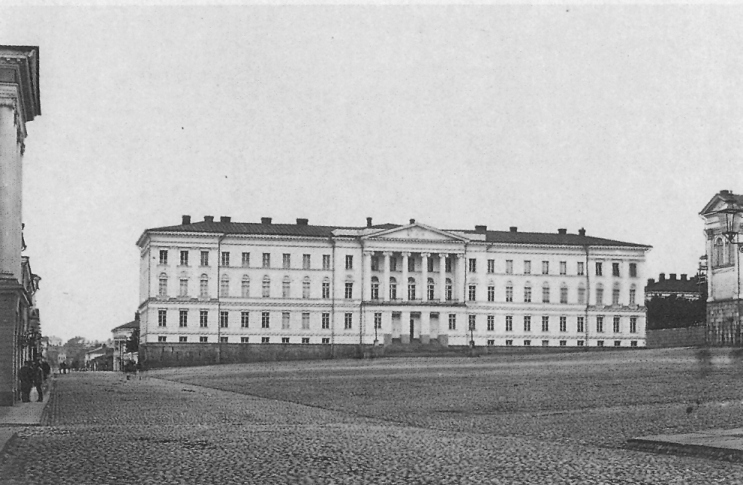
Universitatea din Helsinki, 1870

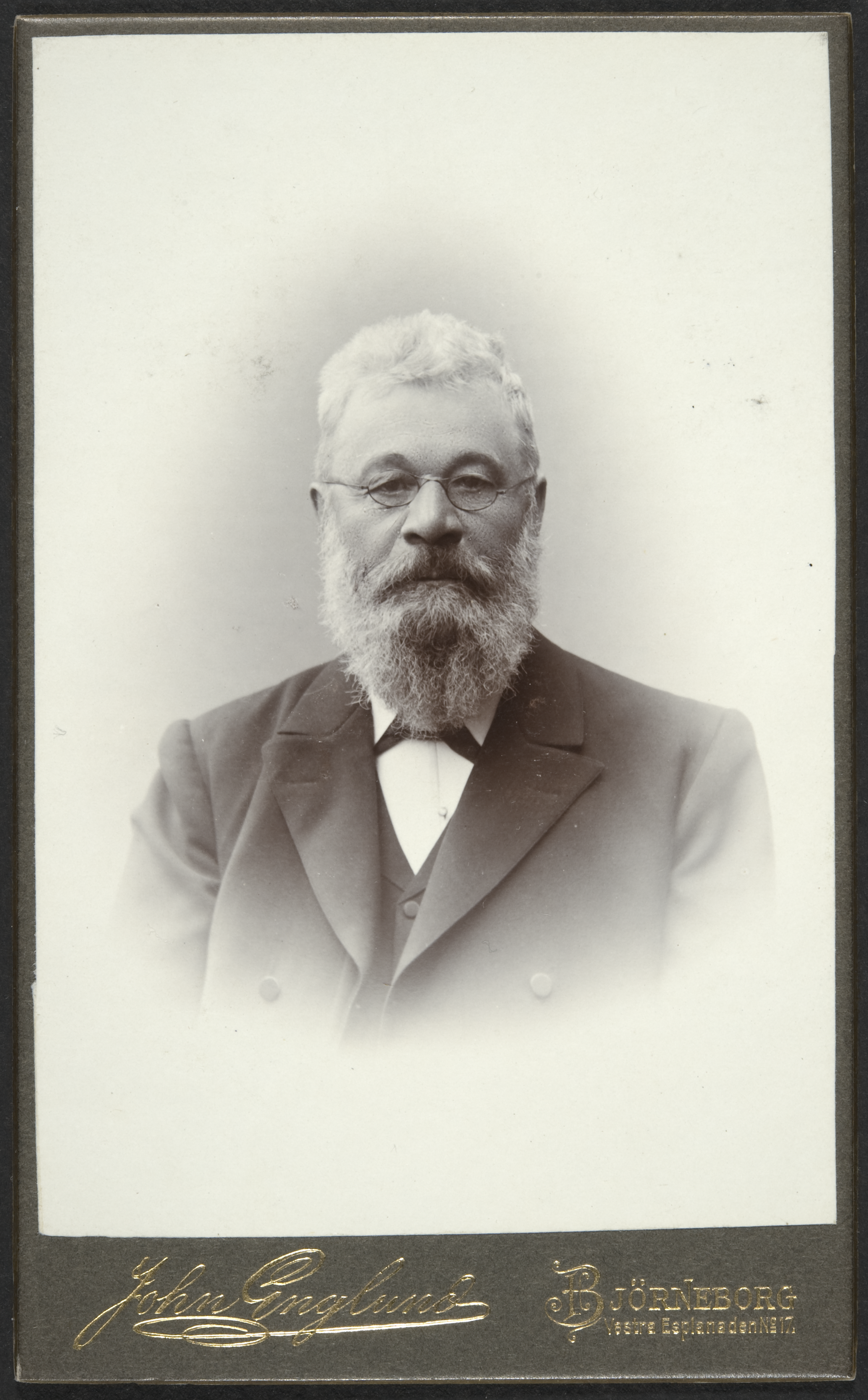
Petter Karsten 1915

Această familie provine din orașul Lübeck care a ajuns peste Stralsund, împărțindu-se în două ramuri, în Danemarca și Finlanda. Strămoșul ramurii finlandeze a fost Henricus Carstenius numit Henric Carsten(s) (pe la 1614), care încă se născuse la Lübeck. El a fost unul dintre primarii orașului Helsinki. Fiul său, episcopul de Viborg Henricus, a fost tatăl lui Peter, provost al diecezei Viborg. Prin cei doi fii ai lui, Abraham vicar de Sääminge (d. 1727) și Peter Carsteen (d. 1711), ofițer  al Statului Major General, familia s-a împărțit din nou în două ramuri, dintre care prima s-a scris anterior Carstens, iar a doua Karsten. Petter, cu strămoși germani, suedezi, dar în primul rând finlandezi, a fost descendentul acestei din urmă ramuri.
Rudele lui Karsten includ pe profesorul de limbi germanice de la Universitatea din Helsinki Torsten Edvard (Tor) Karsten (1870-1942), pe savantul Rafael Karsten (1879-1956), un antropolog cultural, etnolog, istoric de religie, sociolog și filosof (devenit faimos mai ales pentru studiile sale asupra popoarelor aborigene din America de Sud) precum pe botanistul și micologul finlandez Harri Harmaja (n. 1944).

## Biografie
Karsten sa născut în mica comună Merimasku în apropiere de orașul Turku și aproximativ 150 km la vest de Helsinki. El a studiat la Universitatea din Helsinki, obținând o diplomă de master în 1860, înainte de a petrece un an cu predarea de lecții în școlile secundare la Tampere și Turku. În 1861 Karsten sa mutat în Rusia pe Peninsula Kola, unde, pentru următorii trei ani, a predat la liceul din Pietarsaari (Jakobstad). În 1864, el a preluat funcția unui lector de  botanică la institutul de agricultură Mustiala, în prezent HAMK: Universitatea Științelor Aplicate Häme (Hämeen ammattikorkeakoulu), unde a rămas până la retragerea sa 45 de ani mai târziu.
Opera vieții sale a fost realizată la Tammela, Finlanda, unde a făcut cercetări detaliate pe lângă împlinirea funcțiilor sale didactice ca profesor la institutul de agricultură. Karsten a participat numai într-o singură expediție pe Peninsula Kola. Lucrările de cercetare micologice și botanice ale lui Karsten însă au fost extensive, incluzând calitățile bureților atât macroscopice și microscopice, bazând în mare parte pe materialele colectate local la Tamella, dar a prelucrat de asemenea nenumărate probe colectate de alții, de exemplu în Siberia, Franța și Brazilia. Colecțiile de ciuperci ale lui  P. A. Karsten, păstrate în Muzeul de Istorie Naturală din Helsinki sunt de asemenea de bază. O mare parte din speciile descrise de Karsten au rămas valabile până astăzi. 
El a colectat un număr mare de diferite ciuperci, descoperind și denumind mai mult de 200 de genuri precum mai mult de 2.000 de specii noi. În descrierile sale de specii, Karsten a folosit extins utilizarea caracterelor microscopice. Cu această ocazie, savantul a despicat de multe ori genurile existente care nu au fost recunoscute pentru mult timp de colegii săi. Actual, în lumina noilor descoperiri în biologia moleculară (astfel cum ADN-ul, s-a arătat, că denumirile lui sunt bazate pe relații filogenetic valide), are loc o regândire.
Petter Karsten, împreună cu Lucien Quélet, Narcisse Théophile Patouillard și Samuel Frederick Gray, au creat cele mai multe dintre noile genuri care au devenit standard până astăzi. Împreună cu Paul Kummer (care a lucrat mai ales la ridicarea secțiunilor lui Elias Magnus Fries la stat generic), acești autori au fost esențiali în crearea de genuri care reflectau relația biologică. Multe dintre genurile create de Karsten sunt cele foarte frecvente, mai ales în categoriile Boletales și Polyporales. Pe timpul în care a scris, aceste specii au fost toate atribuite uriașelor genuri Boletus și Polyporus. Cu lucrările sale a ajutat ca taxonomia acestor grupuri să fie mai ușor de înțeles.
El și-a făcut un nume de mare onoare în patria sa, contribuind lucrări cuprinzătoare micologice în domeniul regional și național, în plus și publicarea mai multor articole investigative despre speciile finlandeze. Karsten a contribuit, de asemenea, cu un ierbar cu descrieri, Exsiccati Fungii Fenniae compus din exemplare în principal finlandeze și  colectate de el însuși. Petter Adolf Karsten este considerat a fi părintele micologiei finlandeze.
Karstenia, revista internațională de micologie publicată de „Societatea Micologică Finlandeză”, este dedicată memoriei marelui om de știință.

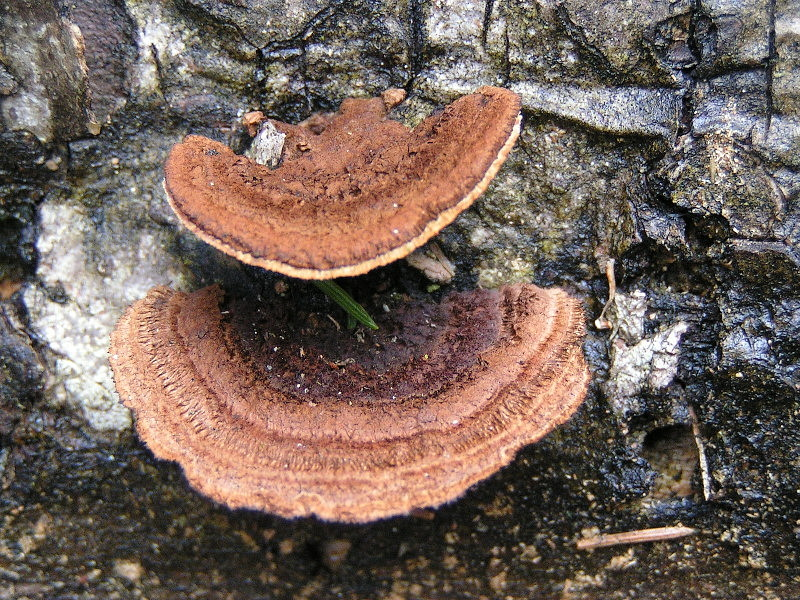
Gloeophyllum (sepiarium)

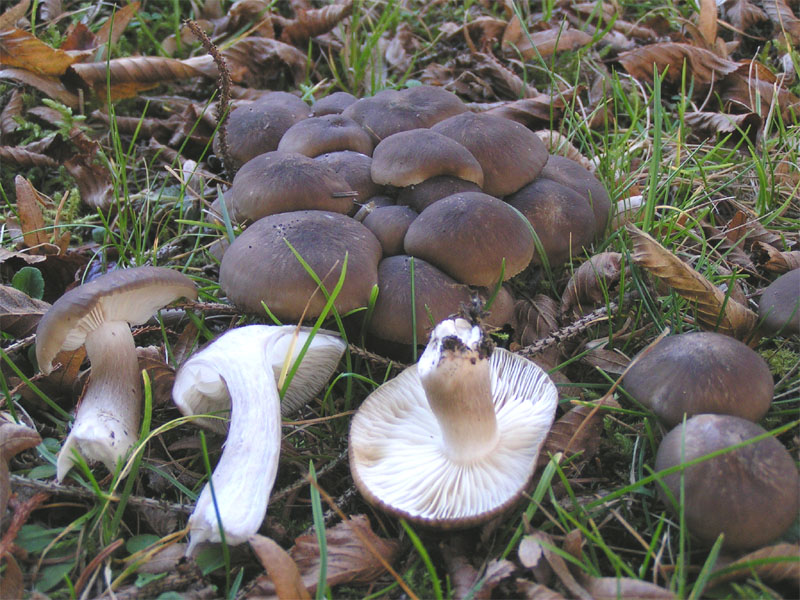
Lyophyllum (decastes)

## Genuri denumite de Karsten
Aici genurile denumite de micolog:

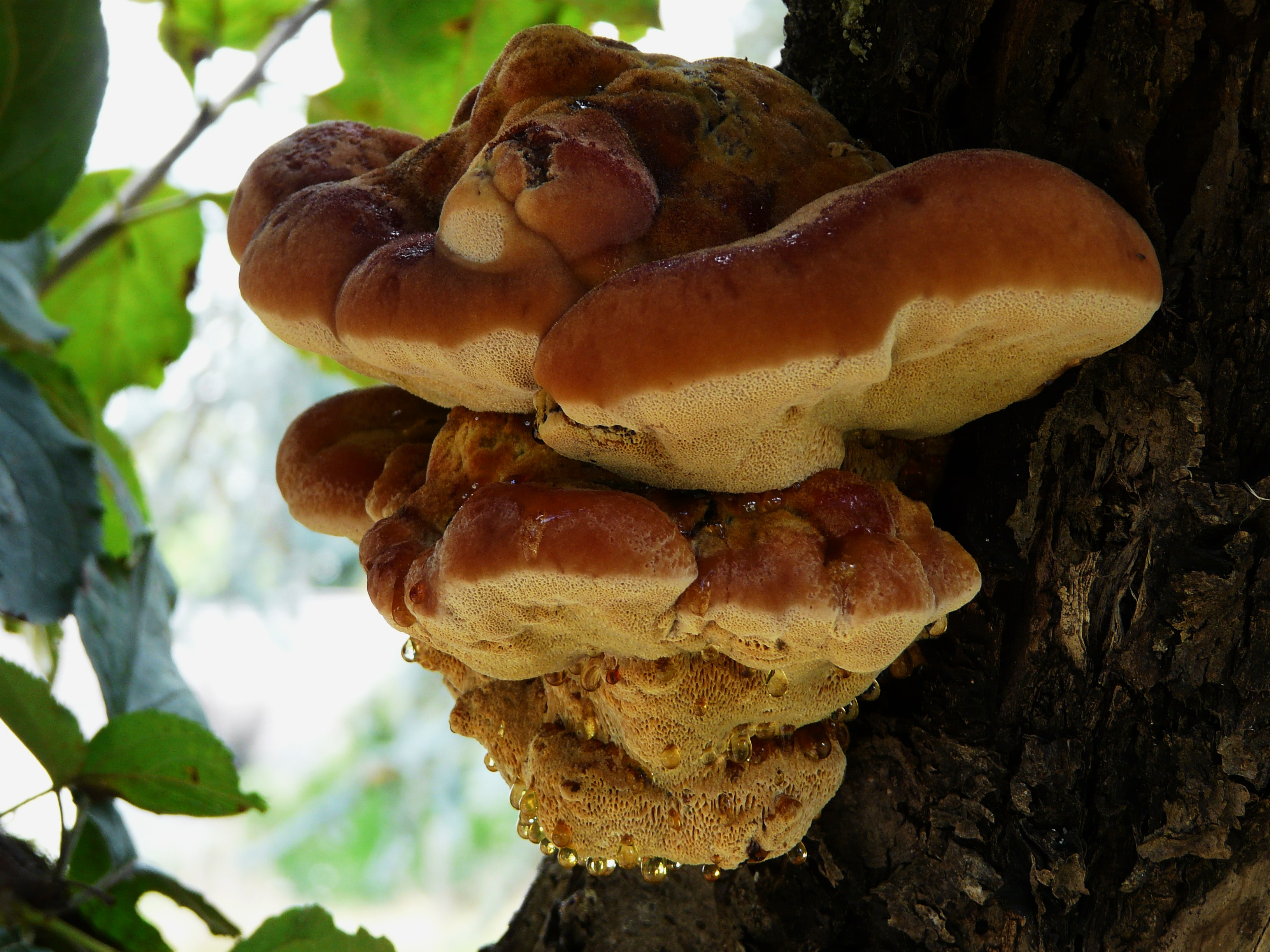
Inonotus (hispidus)

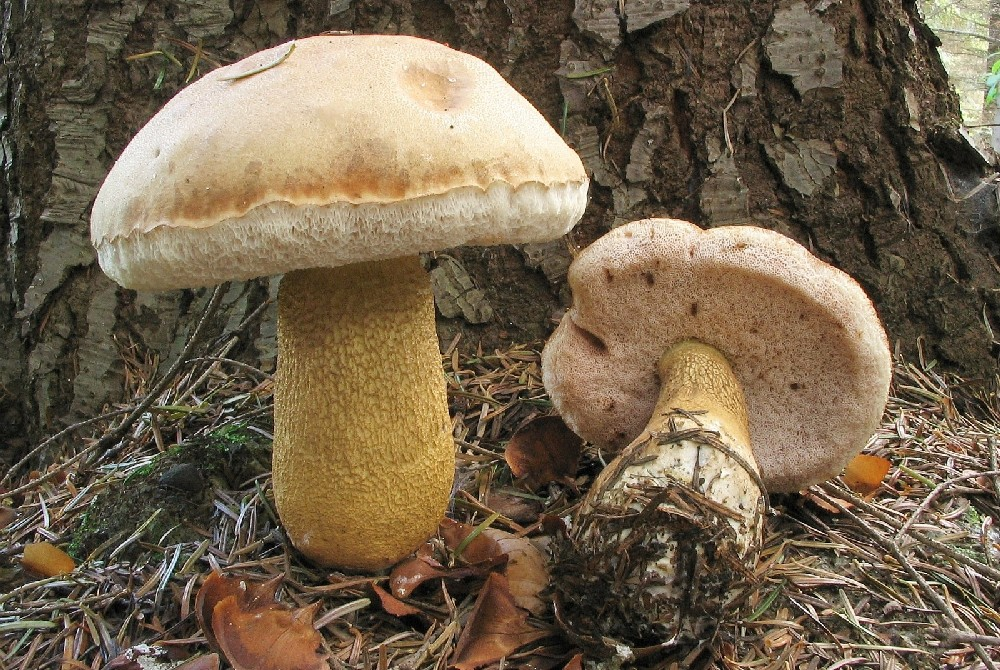
Tylopilus (felleus)

| - Armillariella P.Karst. - Bjerkandera P.Karst. - Byssonectria P.Karst. - Climacodon P.Karst. - Coprinellus P.Karst. (1879) - Coprinopsis P.Karst. (1881) - Elfvingia P.Karst. - Fomitopsis P.Karst. | - Ganoderma P.Karst. - Gloeophyllum P.Karst. - Gymnopilus P.Karst. - Hapalopilus P.Karst. - Hygrocybe mucronella (Fr.) P.Karst. (1879) - Hygrocybe spadicea P.Karst. (1879) - Hygrocybe turunda P.Karst. (1879) - Hygrocybe vitellina (Fr.) P.Karst. (1879) - Hydnellum P.Karst. | - Inonotus P.Karst. - Ischnoderma P.Karst. - Lentinellus P.Karst. - Lyophyllum P.Karst. - Meripilus P.Karst. - Naematoloma P.Karst. - Onnia P.Karst. - Panellus P.Karst. (1879) - Phanerochaete P.Karst. | - Phellodon P.Karst. - Piptoporus P.Karst. - Pseudohydnum P.Karst. - Pycnoporus P.Karst. - Rozites P.Karst. - Sarcodon Quél.: P.Karst. - Tylopilus P.Karst. - Tyromyces P.Karst. - Xylobolus P.Karst. |

## Specii denumite de Karsten (selecție)
Aici soiuri denumite de micolog:
| - Armillariella mellea (Vahl: Fr.) P.Karst. - Bjerkandera adusta (Willdenow: Fr.) P.Karst. - Bjerkandera fumosa (Pers.: Fr.) P.Karst. - Catathelasma imperiale (P.Karst., 1879) Singer (1940) - Clavulina odorata P.Karst. (1890) - Climacodon septentrionale (Fr.) P.Karst. - Coniophora puteana (H. C. F. Schumacher: Fr.) P.Karst. - Coprinus lagopides P.Karst. - Entoloma jubatum (Fr.) P.Karst. (1879) - Fomitopsis cajanderi (P.Karst.) Pouzar & Kotlaba - Fomitopsis pinicola (O. P. Swartz: Fr.) P.Karst. - Ganoderma lucidum (Curtis) P.Karst. - Gloeophyllum sepiarium (Fr.) P.Karst. - Gymnopilus liquiritiae (Pers.: Fr.) P.Karst. - Hapalopilus nidulans (Fr.) P.Karst. - Helvella macropus (Pers.) P.Karst. | - Helvella solitaria P.Karst. (1871) - Hygrocybe spadicea (Scop.) P.Karst. (1879) - Hygrocybe vitellina (Fr.) P.Karst. (1879) - Inocybe caesariata (Fr.) P.Karst. - Inocybe hystrix P.Karst. - Inocybe sindonia (Fr.) P.Karst. - Inonotus dryadeus (Fr.) P.Karst. - Inonotus hispidus (Fr.) P.Karst. - Inonotus radiatus (Sowerby: Fr.) P.Karst. - Ischnoderma benzoinum (Fr.) P.Karst. - Ischnoderma resinosum (Fr.) P.Karst. - Lentinellus cochleatus (Pers.) P.Karst. - Lentinellus omphalodes (Fr.) P.Karst. - Lepiota felina (Pers.) P.Karst. - Meripilus giganteus (Pers.) P.Karst. - Mycena maculata P.Karst. - Mycena cinerella (P.Karst.) P.Karst. (1879) | - Naematoloma capnoides (Fr.) P.Karst. - Naematoloma fasciculare (Huds.) P.Karst. - Naematoloma sublateritium (Fr.) P.Karst. - Panellus stipticus (Bull.) P.Karst. - Piptoporus betulinus (Bull.) P.Karst. - Pluteus robertii (Fr.) P.Karst. (1879) - Pseudohydnum gelatinosum (Scop.) P.Karst. - Pycnoporus cinnabarinus (Jacquin: Fr.) P.Karst. - Ramaria eumorpha (P.Karst., 1882) Corner (1950) - Ramaria fennica (P.Karst.) Ricken (1918/1920) - Rozites caperata (Pers.) P.Karst. - Sarcodon imbricatus (L.: Fr.) P.Karst. - Strobilomyces floccopus (M.Vahl) P.Karst. - Tylopilus felleus (Bull.) P.Karst. - Tyromyces chioneus (Fr.) P.Karst. |

## Ciuperci denumite în onoarea lui Karsten
Nu numai, că marele micolog a determinat foarte multe specii și genuri de ciuperci, el a fost de asemenea adesea oară onorat cu denumirea unei familii, câtorva genuri precum unei mulțimi de soiuri de bureți și plante în conformitate cu numele său:

### Familie și genuri
- Karstenella, gen, Harmaja 1969,
- Karstenellaceae, familie Harmaja (1974)
- Karstenia, gen, Fr. 1885,
- Karstenia, gen, Britzelm. 1897, azi Tomentella, Thelephoraceae, gen
- Karsteniomyces D. Hawksw. 1980, Karsteniomyces, Ascomycota, gen
- Karstenula, gen, Speg. 1879, gen

### Specii
| - Ascospora karstenii Starbäck 1889 - Asterina karstenii Starbäck 1889, azi Endodothella karstenii, Phyllachoraceae - Bovistella karstenii Nyberg 1945, Agaricaceae - Camarosporium karstenii Sacc. & P. Syd. 1899 - Cephaleuros karstenii Schmidel 1898, Trentepohliaceae - Cheilymenia karstenii J. Moravec 1990, Pyronemataceae - Cicinobolus karstenii Sacc. & Traverso 1910 - Clavaria karstenii Sacc. & P. Syd. 1899, azi Ramaria karstenii, Gomphaceae - Clavidisculum karstenii Raitv. 1970, Hyaloscyphaceae - Clitocybe karsteniana Lebedeva 1924, Tricholomataceae - Coniophora karstenii Massee 1889, Coniophoraceae - Coniothyrium karstenii (Sacc. & P. Syd.) Allesch. 1903, azi Camarosporium karstenii, - Corticium karstenii Bres. 1911, azi Hypochnicium multiforme, Meruliaceae | - Cortinarius karstenii Sacc. & P. Syd. 1899, Cortinariaceae - Cucurbitaria karstenii Sacc. 1883, Cucurbitariaceae - Dicaeoma karstenii Kuntze 1898, Pucciniaceae - Didymium karstensii Nann.-Bremek. 1964, Didymiaceae - Exobasidium karstenii Sacc. & Trotter 1912, Exobasidiaceae - Exobasidium karstenii Lind 1913, Exobasidiaceae - Filaspora karstenii P. Karst. ex Kuntze 1898 - Galerina karstenii A.H. Sm. & Singer 1964, Cortinariaceae - Gloeocystidium karstenii Bourdot & Galzin 1928, azi Conferticium karstenii, Stereaceae - Graphis karstenii Zahlbr. 1928, Graphidaceae - Helotium karstenii Roum., Helotiaceae - Hemiarcyria karstenii Rostaf. 1876, azi Trichia contorta var. karstenii, Trichiaceae - Hygrophorus karstenii Sacc. & Cub. 1887, Hygrophoraceae | - Hyphoderma karstenii Jülich 1974, Meruliaceae - Hypocopra karstenii Oudem. 1885, Xylariaceae - Hypocrea karsteniana Niessl 1883, Hypocreaceae - Hysterium karstenii M.L. Lohman 1939, Hysteriaceae - Melanospora karstenii Arx & E. Müll. 1954, Ceratostomataceae - Micropeziza karstenii Nannf. 1976, Dermateaceae - Mytilinidion karstenii Sacc. 1883, Mytilinidiaceae - Peniophora karstenii Massee 1889, Peniophoraceae - Pestalotia karstenii Sacc. & P. Syd. 1899, azi Monochaetia karstenii - Phoma karstenii Berl. & Voglino 1885 - Phragmotrichum karstenii B. Sutton & Piroz. 1965 - Pleospora karstenii Berl. & Voglino, Pleosporaceae - Plowrightia karstenii Delacr. 1891, Dothioraceae - Polyporus karstenii Sacc. 1891, Polyporaceae | - Psoroma karstenii Müll. Arg. 1886, Pannariaceae - Puccinia karstenii Lindr. 1901, Pucciniaceae - Pyrenopeziza karstenii Sacc. 1881, Dermateaceae - Ramularia karstenii Sacc. 1895 - Sclerotium karstenii Sacc. & P. Syd., Fungi - Sirophoma karstenii Petr. & Syd. 1925 - Sphaeropsis karstenii Sacc. & P. Syd. - Sphaerella karsteniana Speg. 1878, Mycosphaerellaceae - Stagonospora karstenii Sacc. - Stereum karstenii Bres. 1897, azi Dacryobolus karstenii, Fomitopsidaceae - Sticta karstenii Müll. Arg. 1881, azi Pseudocyphellaria sulphurea, Lobariaceae - Stilbum karstenii Sacc. 1892, azi Stilbella karstenii - Tremella karstenii Hauerslev 1999, Tremella karstenii, Tremellaceae - Trichopeziza karstenii Sacc. 1889, Trichopeziza karstenii, Lachnaceae |

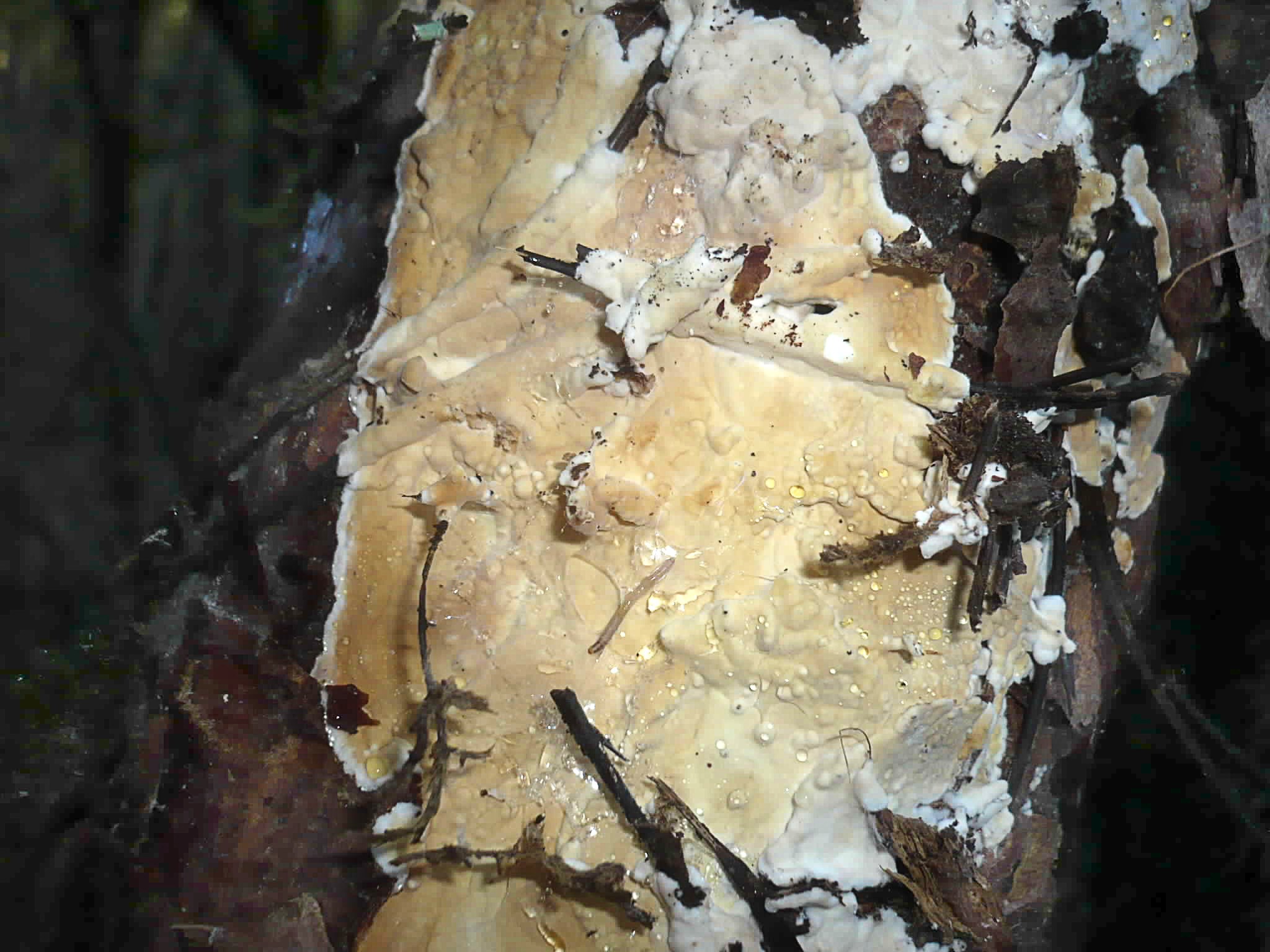
Dacryobolus karstenii
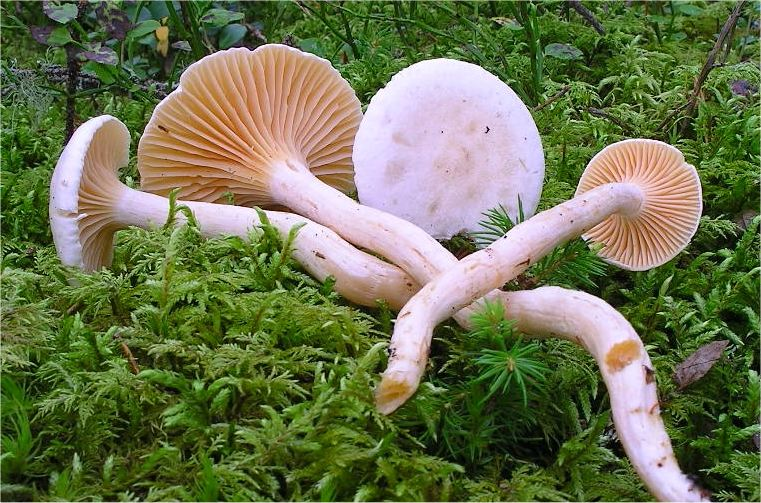
Hygrophorus karstenii
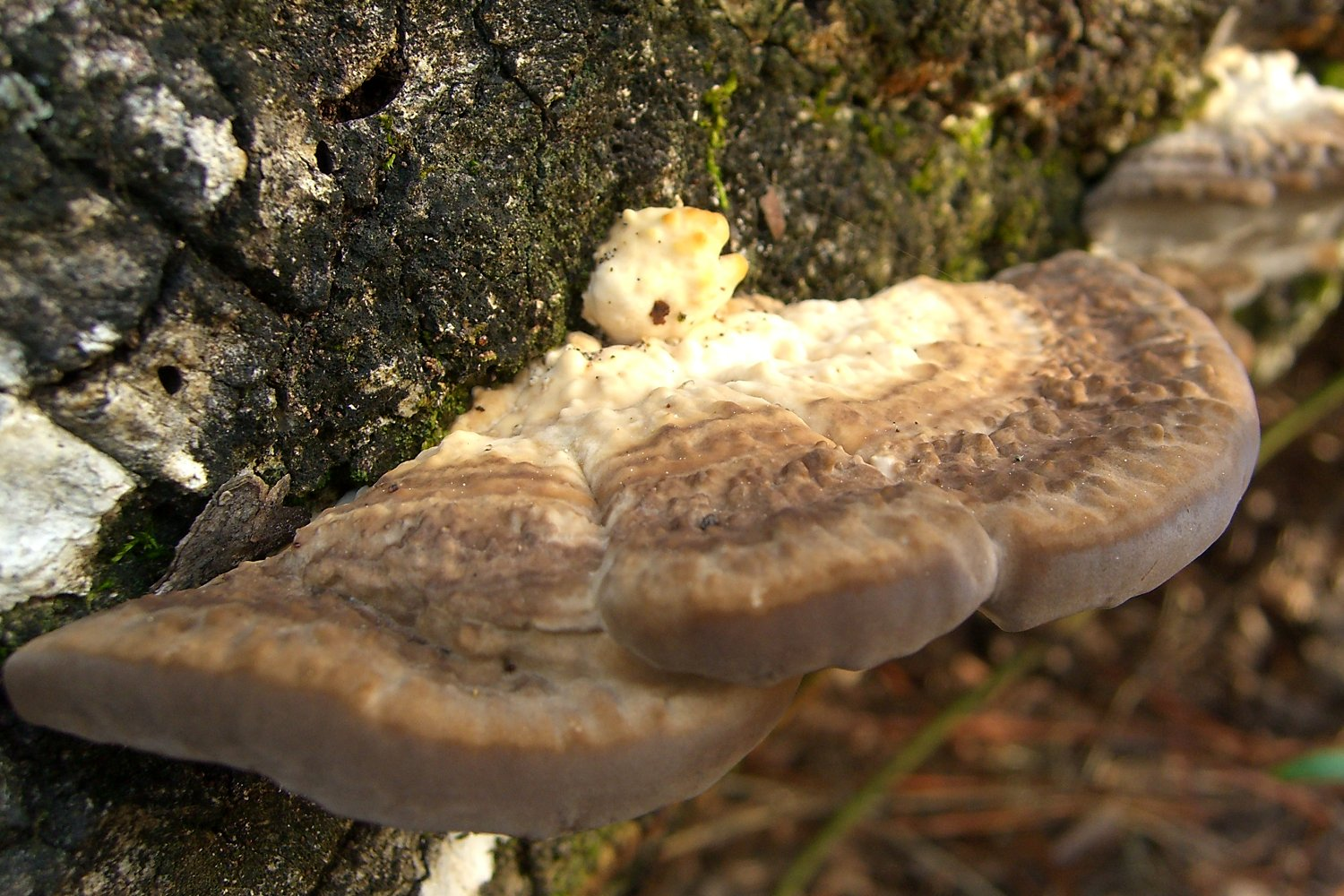
Polyporus carstensii

## Publicații (selecție)

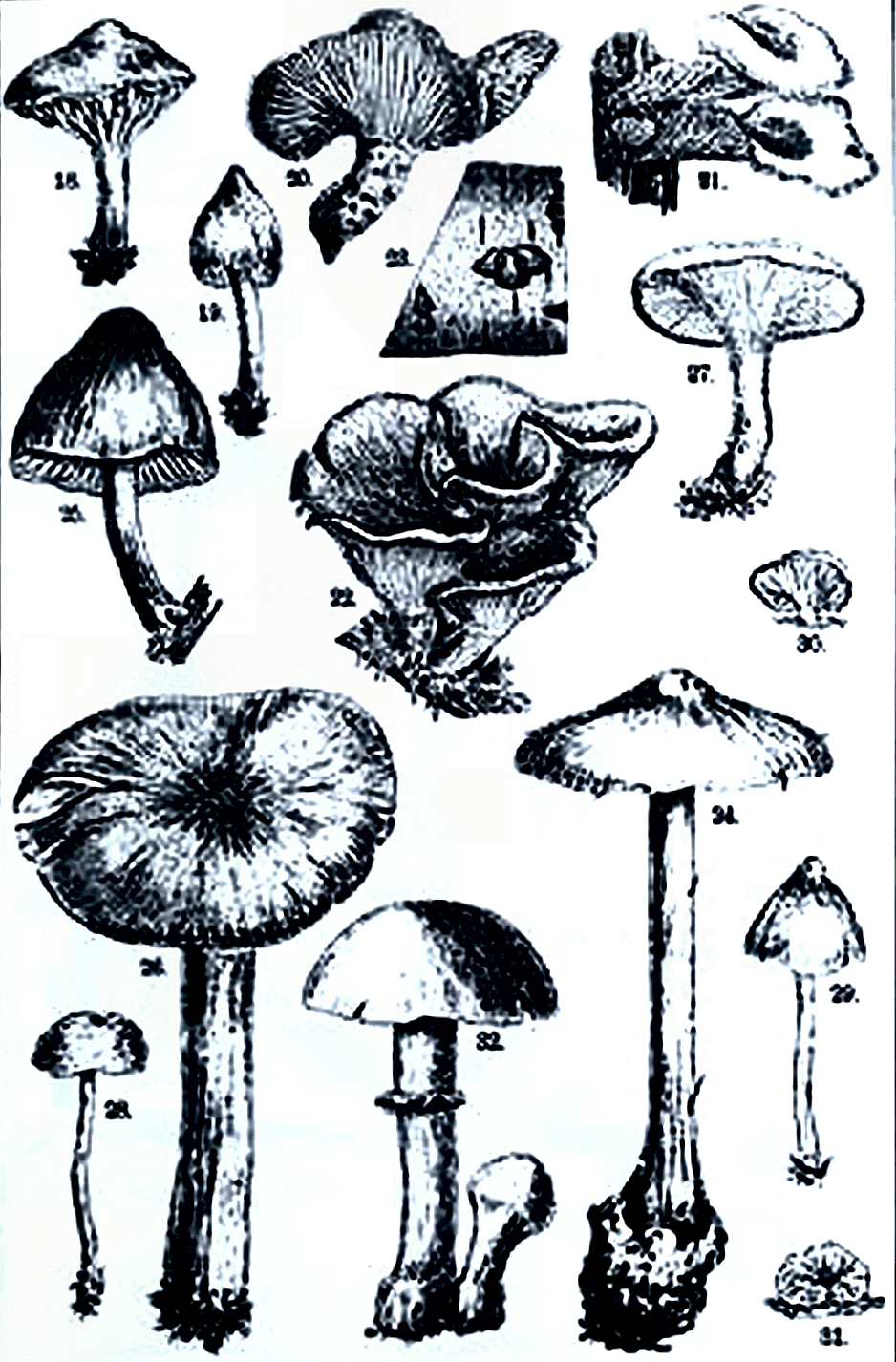
Ilustrații ale lui Karsten

- Synopsis Pezizarum et Ascobolarum Fenniae (1861)
- Mycologia Fennica, 4 volume  (1871 - 1879)
- Rysslands, Finlands och den Skandinaviska halföns Hattsvampar (1879)
- Panellus stipticus, în:Bidrag till Kännedom av Finlands Natur och Folk, nr. 32, Editura Finska Litteratursälskapets tryckery, Helsingfors 1879, p. 98
- Nematoloma, în:Bidrag till Kännedom av Finlands Natur och Folk, nr. 32, Editura Finska Litteratursälskapets tryckery, Helsingfors 1879, p. 495
- Piptoporus betulinus, în: Meddelanden af Societas pro Fauna et Flora Fennica, vol. 6, 1881, p. 9
- Tylopilus felleus article, în Revue Mycologique nr. 3, p. 16 (1881)
- Meripilus, în: Bidrag till kännedom af Finlands Natur och Folk, vol. VIII, Editura Finska Litteratursälskapets tryckery, Helsingfors 1882, p. 33
- Icones selectae Hymenomycetum Fenniae, cu 25 de plăci colorate (1883-1889)
- Bidrag till kännedom af Finlands Natur och Folk: Kritish öfersigt of Finlands Basidsvampar (Basidiomycetes: Gastero & Hymenomycetes) (1889), cu multe imagini, completări în 1893, 1898 și 1899
- Finlands mögelsvampar (1892)
- Finlands basidsvampar I urval beskrifna (1899)